# 熊培元
熊培元，字大初，江西南昌府豐城縣人，明朝政治人物，賜特用進士出身。
崇禎十五年賜進士，官朝城知縣，時年發生大規模饑荒，盜賊蠭起，其多方賑濟災民；又加修城防守備，使流寇無法進犯，因勞瘁卒於任。